# アニマティック
アニマティック (Animatic) とは、映画制作の初期段階（プリプロダクション）において、各シーンを検討のために簡単に映像化したものである。アニマティクス(Animatics)、プリビジュアライゼーション (Previsualization）、これを略したプリビズやプリヴィズ、もしくはプレビズやプレヴィズ（Previs、Previz） とも呼ばれる。
そもそも従来の映画では映像の設計図といえる絵コンテがまず描かれるが、SFX/VFXの多用される映画では後から付け加えられるCGなどが積み重なり、撮影時にスタッフ・キャストがどのようなシーン、どのようなカットになるかという共通認識を持つのには不十分であった。そのため、動く絵コンテといえるアニマティクスが制作されることとなった。かつては「ビデオコンテ」などとも呼ばれたアニマティックは通常、低クオリティのCGで制作される。
アニマティックは簡素な映像ながらも、画面内での人物やCG、カメラの動きを把握することができる。絵コンテでは分からない「カットの長さ」や「映像のリズム」が分かるのも重要である。
また、アニマティックの利用法として、複雑な撮影のシミュレーションをするという場合もある。この場合は、アニマティックを制作する際にカメラのレンズの種類や、建設するセットのスケールなどを割り出すことが出来る。撮影前にあらかじめ必要な資材をより細かく見積もることで、コストや時間の節約にもつながっている。さらにアニマティック内のバーチャルカメラの動作をモーションコントロールカメラで再現する事で、マッチムーブを行わずにCGと実写素材とのカメラ動作を一致させる事も可能になる。
1970年代以降、特殊効果の技術が発達するのと同時に、特撮シーンで絵コンテに代わる「動きのある設計図」がさまざまな手段で考えられてきた。例えば『スター・ウォーズ』シリーズでは、戦争の記録映画から戦闘機による空中戦のシーンを編集して宇宙戦の参考にしたり、簡易アニメーション（いわゆるパラパラ漫画）を使って未完成の特撮シーンの流れを確認していた。その後、CG技術が発達してくるとこれらが発展した形で利用されるようになり、『ミッション:インポッシブル』の列車とヘリコプターのシーンで初めてCGによるアニマティクスが制作された。